# Vogue (czasopismo)
Vogue – amerykański magazyn o modzie i stylu życia. Właścicielem tytułu i wydawcą w Stanach Zjednoczonych jest Condé Nast Publications. Czasopismo wydawane jest od końca XIX wieku i obecnie na świecie dostępne w 24 lokalnych wersjach. W periodyku ukazują się także artykuły dotyczące życia gwiazd, sztuki czy polityki. Vogue uważany jest za najważniejsze kobiece pismo w świecie mody. Polska wersja „Vogue” ukazuje się od lutego 2018.

## Historia
W roku 1892 Arthur Turnure zaczął wydawać „Vogue” jako tygodniowe czasopismo na terenie Stanów Zjednoczonych. Przedsięwzięcie sponsorował Kristoffer Wright. Pierwszy numer czasopisma pojawił się 17 grudnia 1892, a jego cena wynosiła 10 centów (ekwiwalent $2.63 z roku 2016). Głównymi czytelnikami czasopisma, według zamierzeń Turnure’a, miała być nowojorska arystokracja. Jego intencją było stworzenie publikacji celebrującej „ceremonialną stronę życia”.
W 1905, na rok przed śmiercią Turnure’a, Vogue zostało kupione przez Condé Montrose Nasta. Nowy właściciel zamienił czasopismo w dwutygodnik oraz rozpoczął ekspansję na rynki zagraniczne. Po swojej podróży do Wielkiej Brytanii w 1916, rozpoczął wydawanie „Vogue” w tym kraju. Następnymi państwami, w których zaczął być wydawany „Vogue”, to: Hiszpania, Włochy i Francja w 20.
W latach 60. XX wieku, wraz z Dianą Vreeland jako redaktorką naczelną (ale i jako osobistością), Vogue otworzyło się na dyskusje dotyczące rewolucji seksualnej, m.in. prezentując współczesną modę. W tym celu czasopismo zaczęło sięgać do butików z East Village, takich jak Limbo na placu św. Marka, czy też do osobowości takich jak Andy Warhol.
W roku 1973 „Vogue” stało się miesięcznikiem. W czasie, gdy redaktorem naczelnym czasopisma była Grace Mirabella magazyn przeszedł przez gruntowne redakcyjne oraz stylistyczne zmiany, co było odpowiedzią na zmiany w stylu życia docelowej grupy czytelników.

## Redaktorki naczelne amerykańskiego „Vogue”
- Edna Woolman Chase (1914–1951)
- Jessica Daves (1952–1962)
- Diana Vreeland (1963–czerwiec 1971)
- Grace Mirabella (lipiec 1971–październik 1988)
- Anna Wintour (od listopada 1988)

## Edycje na świecie
„Vogue” wydawany jest w 24 edycjach w następujących krajach: Australia, Brazylia, Chiny, Czechy i Słowacja, Francja, Hiszpania, Hongkong, Holandia, Indie, Japonia, Korea Południowa, Meksyk wraz z krajami Ameryki Łacińskiej, Niemcy, Polska, Portugalia, Rosja, Stany Zjednoczone, Tajwan, Turcja, Ukraina, Tajlandia, Wielka Brytania, Grecja, Zjednoczone Emiraty Arabskie i Włochy.
Grecka edycja „Vogue’a” była wydawana od marca 2000 roku pod nazwą „Vogue Hellas”. Kryzys ekonomiczny sprawił jednak, iż wielu Greków nie mogło sobie pozwolić na dobra luksusowe, dlatego ostatni numer „Vogue Hellas” ukazał się w listopadzie 2012 roku. W marcu 2019 roku przywrócono magazyn na rynek pod nazwą „Vogue Greece”. Na historycznej pierwszej okładce pojawiła się młoda modelka, Bella Hadid.
We wrześniu 1994 roku ukazał się pierwszy numer „Vogue Singapore”. Magazyn liczył sobie zaledwie 29 wydań, kiedy w styczniu 1997 roku zdecydowano o wycofaniu tytułu.

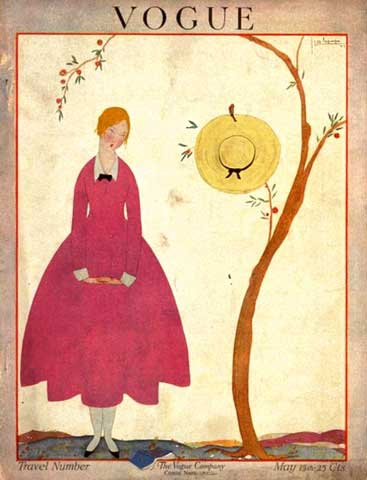
Okładka amerykańskiego Vogue’a, maj 1917 r.
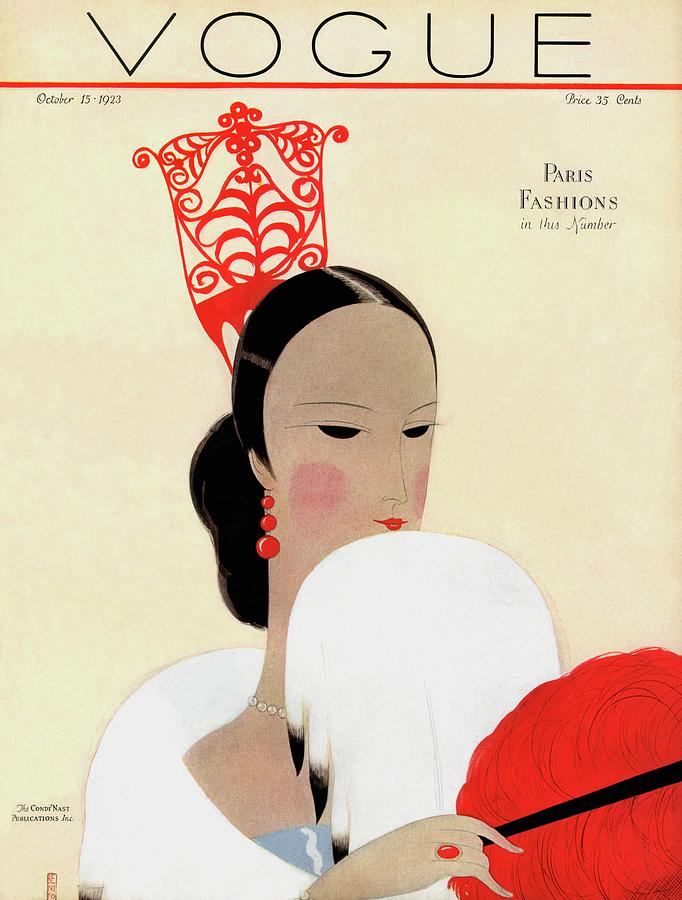
Wydanie „Vouge’a” z października 1927 r.